# 德生 (乾隆进士)
德生（1750年—1817年），字載之、体仁、荟斋，号厚圃、垕圃，别号葆光主人，邱氏，内务府汉军正黄旗人（属内务府正黄旗汉姓满洲旗人），籍奉天辽阳（旧称襄平）。清朝官员，进士出身。工诗善画。

## 生平
乾隆三十九年（1774）甲午科举人（与胞兄福庆顺天乡试同榜，时隶内务府正黄旗第五叅領第二旗鼓佐領楊作新下，据《钦定八旗通志：文举》；此佐領楊作新与内务府镶黄旗汉军进士宜振之高祖非同一人），四十三年（1778）戊戌科进士（隶内务府正黄旗包衣佐领楊作新下）。钦点翰林院庶吉士、翰林院检讨，国史馆提调官，兵部主事。历任山东道监察御史、乾隆四十六年山东兖州府知府；乾隆五十六年（1791）辛亥从乾隆帝逰盘山；嘉庆三年（1798）山东登州府知府；嘉庆五年济南府知府，六年七年两次护理济东泰武临道；升山东兗沂曹濟道。嘉庆七年（1802）因事（被裁审理嘉庆年金乡冒考案失当）谪戍乌鲁木齐，嘉庆十一年（1806）回京。乾隆五十三年（1788）戊申科贵州乡试主考官。
乾隆十七年（1752年）壬申恩科進士翁方綱为德生的《寒香课子图》题诗《厚圃侍御以其先人寒香課子圖屬題》：“……琅琅交誦聲，穿出寒林翠。寒香在根幹，所養深以粹。……一椽鼓篋地，一掬思親淚”（载翁方綱《復初齋詩集》）。乾隆十九年（1754年）甲戌科进士紀昀为该图题诗《德厚圃侍御尊甫寒香课子图》：“……谁知料峭寒侵骨，尚把遗经自课儿。何必燕山窦十郎，五枝丹桂一时芳。弟兄父子相诗友，也抵三苏共一堂”（载紀昀《紀文達公全集：诗卷十二》）。乾隆二十五年（1760年）庚辰科进士金士松为该图题诗《为德荟斋侍御生题其尊人寒香课子图照》：“……兀傲几枝斜映雪，清芬尤记过庭时。……记取香从寒后发，德门遗泽卷中传”（载金士松《喬羽書巢詩集：外集卷四》）。乾隆二十八年（1763年）癸未科进士吳省欽题诗《德后圃侍御生寒香课子图》（载吳省欽《白華後稿》）。乾隆五十四年（1789年）己酉科探花劉鳳誥为该图题诗《为德垕圃前辈题寒香课读图》（载劉鳳誥《存悔齋集》卷十八）。嘉庆七年（1802年）壬戌科进士陶澍于嘉庆二十年（1815）乙亥为该图题诗《寒香课子图为垕圃太守德生作》：“百本梅环屋数楹，暗香深处读书声。餐余雪蕊清官味（注：尊翁曾官于杭），谱入灯花课子情……君家世有承恩树，不袭淩寒两到名”（载陶澍《陶文毅公全集》卷53）。此外，进士书法家刘墉 (清朝)亦曾题诗《寒香课子图》（载《劉文清公遺集》卷13），画家錢維喬（胞兄乾隆十年（1745年）状元钱维城）作诗《題濟南太守德垕圃寒香課子圖》（载錢維喬《竹初詩鈔》）。翁方綱又为德生的另一幅画作《观海图》题诗《垕圃观海图三首（时登州时作）》（载翁方綱《復初齋詩集》）。
担任《四库全书》繕書處複校官，详校《四库全书》本（明）冯惟讷辑《古诗纪》156卷、《集礼》，覆堪（审核）四库全书本《钦定热河志》（和珅等修）、《畿辅通志》（李卫督修）、《江南通志》（尹继善督修）、《江西通志》（高其倬、尹继善督修）、《云南通志》（鄂尔泰督修）、《广东通志》（郝玉麟督修）、《福建通志》（郝玉麟督修）、《甘肃通志》（查郎阿督修）、《陕西通志》（查郎阿督修）、《四川通志》（查郎阿督修）、《山西通志》（觉罗石麟督修）、《山东通志》、《浙江通志》、《广西通志》、《湖廣通志》（迈柱督修）、《河南通志》，与内务府正黄旗蒙古进士法式善共同担任四库全书本满文版《御制翻译易经》的覆堪（审核）。曾游访湖南桃源县桃花源，绘《桃源图》，作《游桃源洞记》（载胡焯《桃花源志略》、胡鳳丹《桃花源誌》卷十），其子景星 (道光进士)后两任桃源县知县。嘉庆五年（1800），山东邹平县知县李瓊林（字西圃，乾隆中期举人，修嘉慶八年刻本《邹平县志》十八卷）祥报济南府知府德生关于西汉经学家伏生墓祠现状（载《鄒平縣誌》，1836年重修，原山东学政劉鳳誥嘉庆八年（1803年）癸亥序）。嘉慶七年，重修濟南府學鄉賢祠題名碑、府學名宦祠題名碑。乾隆四十三年（1778年）同榜进士李鼎元出使琉球，路过山东齊河縣，濟南太守德生遣使持札問起居（载李鼎元《使琉球記》，又载入镶蓝旗汉军、康熙年琉球册封使张学礼（字立庵，籍辽阳，自称籍三韩）等前后琉球使臣撰辑的《清代琉球紀錄集輯》）。与镶白旗满洲进士成書相唱和。
曾收藏乾隆三十一年（1766年）丙戌科进士、画家余集 (清朝)的《腊梅山茶轴》，上有乾隆五十六年（1791）辛亥“垕圃”收藏印。嘉庆十三年（1808）戊辰，山东画家郑士芳（字兰坡，号柳田）赠德生十开山水册画作（均载《傅熹年中國古代書畫鑒定組工作筆記》）。
子景星 (道光进士)作《皇清诰授朝议大夫垕圃府君年谱》（又名《垕圃（德生）年谱》一卷，载《贩书偶记续编》）。

## 诗作
著有《轮台寄隐集》（嘉庆十一年刊），《葆光阁诗集》（又《葆光书屋诗集》）6卷（道光八年刻本），《葆光书屋诗集剩稿》（稿本，其子景星 (道光进士)辑并跋）。
德生曾在古城庭州有诗一首：“毡惟得得一搴帘，风雪欺人白发添。一水绿分龙背冷，万峰青矗虎牙尖。暂停荒驿寒难避，小饮山垆酒不嫌。惆怅无人相慰藉，漫呼童仆问牙签。”他在《丙寅初春作两首》（1806）中写道，“鬓丝感旧苍浪早，心为酬知涕泪多。禅观渐深诸妄歇，只余情字未销磨”（载星汉《清代西域诗研究》，2009）。

## 家族
- 始祖承绪（c.1600s-?），世居奉天辽阳，从龙入关，荆西兵备道。妻張氏，劉氏。胞兄承訓，承道，承忠，承教。
- 高祖一凤（c.1630s-?）。高祖母姜氏。
- 曾祖道正（c.1660s-?），候选道員。曾祖母趙氏。
- 生祖父天畀。祖母趙氏。
- 养祖父（叔祖父）六格（c.1690s-?），由擺牙喇（巴牙喇、護軍）中雍正二年（1724）甲辰科武举人、连捷武进士（时隶内务府正黄旗汉军沈嵛（沈瑜）佐領下，据《钦定八旗通志：武进士、武举人》卷108、109），授御前侍卫，诰授昭勇将军。原配妻李佳氏，继妻强氏。
  - 六格中武进士时，时隶内务府正黄旗汉军沈嵛佐領下。沈瑜（又沈嵛，沈崳、沈喻、沈玉，字玉峯），隶内务府正黄旗汉军（属内务府正黄旗汉姓满洲旗人），曾任内务府正黄旗包衣第五叅领第二旗鼓佐领（载《钦定八旗通志》）、内务府员外郎管理造办处事务、內閣侍講學士，善畫山水、樓閣，康熙五十年（1711）繪《御製避暑山莊三十六圖》（载康熙五十一年武英殿刻本《御制避暑山庄诗》），乾隆十年（1745）畫《雍正御製圓明園图詠》（后宫廷画师孫祜、沈源为乾隆帝四十景诗绘《御制圆明园诗图》）；家族女沈佳氏，封嘉庆帝之逊嫔。
- 父武達塞（又裕德？，c.1720s-？），乾隆十二年（1747年）丁卯科举人（时隶内务府正黄旗包衣五格佐领下，据《钦定八旗通志：文举》），杭州织造处六品司库。母李佳氏（父德寧，胞兄五十）。
- 胞兄福慶（字介村，c.1750s-?），乾隆三十九年（1774）甲午科舉人（与胞兄德生顺天乡试同榜，时隶内务府正黄旗第五叅領第二旗鼓佐領楊作新下，据《钦定八旗通志：文举》；此佐領楊作新与内务府镶黄旗汉军进士宜振之高祖非同一人），内务府佐领，曾任内务府正黄旗包衣第四叅領第一旗鼓佐領、内务府正白旗包衣第二㕘领第二满洲佐领，卒于任（据《钦定八旗通志》），官江南河务同知。原配妻謝氏（父内务府正白旗包衣管领哈豐阿，曾任内务府正白旗包衣第二㕘领第一管领（系国初编立），载《钦定八旗通志》；内务府正白旗满洲进士德保 (清朝)、进士英和父子均隶哈豐阿管领下），继妻董氏（父董廣煇）。福慶交友内务府正黄旗蒙古诗人法式善，后者有诗“访邱介村福庆不值”，“寄邱介村”等（据《法式善诗文集》），法式善在德生后一届即乾隆四十五年取得进士。福慶的诗作录于正黄旗满洲铁保的《欽定熙朝雅頌集》。
  - 子雲麟；魁麟，孙儿陝西后補知州裕堃；石麟，墨麟。
- 继妻瓜尔佳氏，其父正蓝旗满洲、礼部员外郎文溥。德生在写给妻子的《轮台寄内十四首》组诗中写道，“少年曾弗解温柔，苦被功名恼不休。今日转增儿女态，为君憔悴替君愁”。
- 子景星（1803-1854），道光丙戌进士，湖南常德府知府，授云骑尉。
- 子卿雲。
- 胞侄雲麟（父福慶），嘉庆甲戌进士，广西、陕西布政使。其子咸丰二年顺天乡试举人裕勳、裕恭、裕凱等。
- 堂亲德蔭，道光甲辰进士，山西知府、河南按察使。[3]
- 孙女邱氏（父景星），正蓝旗汉军、光绪丙子恩科进士胡俊章二繼妻。胡俊章之太高祖母高佳氏之胞侄、镶黄旗满洲、湖南巡抚廣厚（父两江总督高晋），与德生系乾隆四十三年（1778）三甲進士同榜。
- 孙女邱氏（父景星），嫁正蓝旗汉军趙文灝（字師程）（父趙達三，祖父趙德崇，祖伯父乾隆辛丑科進士阿林 (乾隆进士)；胞姊趙氏嫁內務府正白旗漢軍、道光乙巳恩科進士李氏豐安，父奎齡，祖父李海慶，曾祖乾隆丁巳恩科進士李質穎）。